# Katakura Kagenaga
Katakura Kagenaga est un nom japonais traditionnel ; le nom de famille (ou le nom d'école), Katakura, précède donc le prénom (ou le nom d'artiste).
Katakura Kagenaga (片倉 景長, 14 mai 1630-9 juillet 1681) est un samouraï du début de l'époque d'Edo, important obligé du clan Date du domaine de Sendai. Il porte le même nom que son arrière-grand-père. Le seigneur du château de Shiroishi, Kagenaga est le troisième porteur du titre Katakura kojūrō. Au cours de l'incident Date (Date-sōdō ; 伊達騒動), il est gardien du jeune daimyō, Kamechiyo, qui sera plus tard nommé Date Tsunamura.

## Source de la traduction
- (en) Cet article est partiellement ou en totalité issu de l’article de Wikipédia en anglais intitulé « Katakura Kagenaga (2nd) » (voir la liste des auteurs).